# Збірна Сейшельських Островів з футболу
Збірна Сейшельських Островів — представляє державу Сейшельські Острови на міжнародних футбольних турнірах і в товариських матчах. Контролюється Федерацією футболу Сейшельських островів. Є членом ФІФА та КАФ з 1986 року.
Збірна Сейшельських островів відноситься до аутсайдерів африканського футболу і жодного разу не брала участі ні в Чемпіонаті світу, ні в Кубку африканських націй. «Пірати» регулярно беруть участь у кваліфікаційних турнірах Кубка африканських націй і чемпіонату світу.

## Історія
Футбол на Сейшельських островах зародився в 1930-х роках. Першим офіційним футбольним змаганням на островах був Кубок виклику, організований в 1936 році, а в 1941 році було проведено перший футбольний чемпіонат за участю 5-ти команд. Матчі в той час тривали 60 хвилин, а самі футболісти грали босоніж.
У 1969 році президент Федерації футболу Сейшельських Островів заявив про намір створити національну збірну. Запрошений на громадських засадах англієць Адріан Фішер приєднався до федерації у вересні та розпочав реорганізацію футболу на Островах. З його ініціативи гравців зобов'язують виступати у взутті, вводяться сучасні методи навчання футболістів, змінюються тренування, і, найголовніше, відтепер матчі тривають 90 хвилин. У квітні 1970 році щойно сформована збірна проводить товариський матч проти збірної Кенії. Перший матч на футбольному полі був проведений на стадіоні «Момбаса» проти ФК «Фейзал». До 1973 року збірна під керівництвом Адріана Фішера зіграла шість матчів проти різноманітних футбольних клубів.
Свій перший міжнародний товариський матч збірна Сейшел зіграла 13 березня 1974 року проти Реюньйону. Це був перший товариський матч, який проходив поза межами Сейшел, «Пірати», прізвисько, яке закріпилося за збірною Сейшельських Островів, програли з рахунком 0:2. Два роки по тому, вже збірна незалежних Сейшельських Островів знову зустрілася зі збірною Реюньйону, матч завершився поразкою Сейшел з рахунком 1:4. У вересні 1977 року збірна вперше взяла участь у турнірі під егідою ФІФА, зустрівшись зі збірною Маврикію на Реюньйоні. Матч завершився поразкою сейшельців з рахунком 1:2. Свою першу в історії перемогу команда здобула у себе вдома над Реюньйоном у 1978 році.
У серпні 1979 року на Сейшельських Островах відбулися перші Ігри островів Індійського океану. У першому матчі групового етапу «Пірати» поступаються Реюньйону з рахунком 0:3, а потім, у другому матчі групового етапу, сейшельці здобувають свою перемогу над Мальдівами з рахунком 9:0, найбільша перемога в історії збірної. У півфіналі турніру Сейшели у серії післяматчевих пенальті перемогли збірну Маврикію (основний час поєдинку завершився з рахунком 1:1). У фіналі турніру, знову проти Реюньйону, Сейшельські острови поступилися з рахунком 1:2.

### Дебют у офіційних міжнародних поєдинках та перемога на Іграх островів Індійського океану 2011
На Іграх островів Індійського океану 1985 року збірна Сейшел припинила свої виступи вже на стадії групового етапу, але 31 серпня 1986 року збірна зіграла свій перший офіційно визнаний ФІФА та КАФ матч, ця подія стала можливою у зв'язку зі вступом збірної до вище вказаних організацій. Це був матч проти збірної Маврикію в рамках кваліфікації до Всеафриканських ігор 1987 року, в якому сейшельці поступилися з рахунком 1:2. У 1988 році збірна вперше у своїй історії зіграла у попередньому раунді Кубку африканських націй. У першому матчі з рахунком 0:3 збірна Сейшел поступилася Маврикію, а у матчі-відповіді здобула перемогу 1:0.
У півфіналі Ігор островів Індійського океану 1990 року сейшельці зазнали найбільшої поразки на цьому турнірі в своїй історії від Мадагаскару з рахунком 0:6. У матчі за бронзові медалі турніру збірна Сейшельських островів перемогла Коморські Острови з рахунком 3:1. У наступному розіграші турніру збірна не змогла повторити свого досягнення. Вона зазнала чотирьох поразок та посіла підсумкове четверте місце.
Після припинення боротьби збірною Сейшельських Островів у попередньому раунді Кубку африканських націй 1996 року від Маврикію з рахунком 1:2, Федерація розпочинає ошуки нового головного тренера збірної, і в 1997 році на цю посаду запрошують чорногорця Вожо Гардашевича. Під його керівництвом, «Пірати» знову займають третє місце на Іграх островів Індійського океану 1998 року, а через два роки вперше беруть участь у кваліфікаційному раунді до чемпіонат світу. Суперником сейшельців була збірна Намібії. У першому матчі між цими суперниками, який проходив на стадіоні «Стад Лініте» у місті Вікторія на Сейшелах, господарі відзначилися на 28-й хвилині матчу зусиллями Філіпа Зіалора, але цей матч закінчився з рахунком 1:1. А в матчі-відповіді перемогу святкувала збірна Намібії з рахунком 3:0. Невдалим для збірної Сейшельських Островів була участь у попередньому раунді Кубку африканських націй 2000 року, в якому вони поступилися Зімбабве за сумою двох матчів з рахунком 0:6. Далі протягом двох років збірна не брала участі в жодному турнірі. Відновили свою участь «Пірати» у міжнародних турнірах для виступів у кваліфікаційному раунді до Кубку африканських націй 2004. Потрапивши до 6 групи, команда, яку очолював спочатку француз Домінік Базенаі, а потім німець Міхаель Ніс, посіла третє місце у групі, при цьому перемогла у себе вдома збірні Еритреї (1:0) та Зімбабве (2:1). Після підготовки в Німеччині на Іграх островів Індійського океану 2003 сейшельці завоювали бронзові нагороди, але після цього сейшельці зазнали поразки в кваліфікаційному раунді до Чемпіонату світу 2006 та Кубку африканських націй 2006 проти Замбії з рахунком 1:5 за сумою двох матчів. Невдалий виступ збірної до кваліфікації вище вказаних турнірів призвів до того, що протягом наступних двох років збірна не провела жодного офіційного матчу.

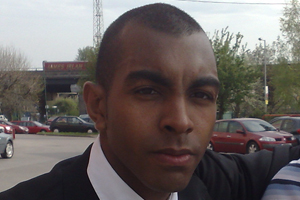
Кевін Бетсі в 2008 році, гравець, який забив м'яч у ворота суперників збірної Сейшел у фіналі Ігор островів Індійського океану 2011

З новим конголезьким тренером Раулем Шунгу, «Пірати» тріумфували в 2006 році на турнірі, присвяченому незалежності Сейшел, перемігши Маврикій та Танзанію з однаковими рахунками 2:1. У відбірному турнірі до Кубку африканських націй 2008 збірна Сейшельських Островів потрапила до 4 кошику, вона зазнала поразки у першому матчі від Судану, але переграла збірну Маврикію з рахунком 2:1 у другому матчі. Після цієї перемоги «Пірати» посіли 129-те місце у рейтингу збірних, який оприлюднила ФІФА, це був найвищий рейтинг збірної за всю історію її існування. Однак цей успіх так і залишився поодиноким, оскільки команда завершила решту відбіркового етапу з трьох поразок і нічиєї проти Маврикія і припинила боротьбу в першому раунді Кубку КОСАФА та Ігор островів Індійського океану 2007. Також збірна програла усі свої поєдинки в 2008 році в рамках відбору до Чемпіонату савту та КАН 2010. У 2008 році на Кубку КОСАФА, «Пірати» розгромно перемагають Маврикій з рахунком 7:0, при чому чотири рази у тому поєдинку відзначився у воротах суперника Філіп Зіалор, а також зіграли в нічию 1:1 з Мадагаскаром і посіли третє місце в групі А. Наступний розіграш Кубку сейшельці залишили без жодної перемоги.
Для підготовки до домашніх Ігор островів Індійського океану 2011, Федерація викликала за два роки тридцять гравців, які потім тренувалися двічі на тиждень. Тренувальні збори у себе вдома та в Південній Африці поєднувалися з товариськими матчами між збірною Сейшельських островів та клубами з цієї країни, чемпіоном Свазіленду Янг Баффалос та командами з Південної Африки. На Іграх островів Індійського океану 2011 збірна потрапила до групи А, який Сейшели завершують перемогами над Мальдівами та Маврикієм, а потім у півфіналі в додатковий час перемогли Реюньйон з рахунком 2:1. У фіналі турніру сейшельці знову зустрілися зі збірною Маврикію, основний та додатковий час поєдинку завершиася в нічию 1:1, тож справа дійшла до пробиття післяматчевих пенальті, в яких з рахунком 4:3 перемогли саме сейшельці. Таким чином, збірна Сейшел здобула свій перший в історії трофей.

### З 2012 року до сьогодні
Збірна Сейшельських островів не брала участі у кваліфікації до Кубку африканських націй 2012, у першому турі кваліфікації до ЧС-2014 сейшельці зазнають розгромної поразки за сумою двох матчів з рахунок 0:7 від Кенії. З аналогічним рахунком у кваліфікації до Кубку африканських націй 2013 «Пірати» поступилися Демократичній Республіці Конго, а також зазнали двох поразок у Кубку КОСАФА 2013. Напр44кінці цього року «Пірати» здобувають перемогу в Кубку Мальдів. На цьому турнірі вони двічі перемагають збірну-господарку турніру.
У 2014 році збірна розпочала виступи в кваліфікації до Кубку африканських націй 2015. Перший матч завершився поразою «Піратів» з рахунком 0:2 від Сьєрра-Леоне, у матчі-відповіді сейшельці отримали технічну поразку після рішення уряду Сейшельських Островів, яким було заборонено гравцям та тренерському штабу в'їжджати на територію Сьєрра-Леоне через епідемію хвороби, яку спричинює вірус Ебола в Західній Африці. У тому ж році, «Пірати» зіграли два товариські матчі зі збірною Шрі-Ланки. В першому матчі сейшельці поступилися з рахунком 1:2, а в другому перемогли з рахунком 3:0. На Кубку КОСАФА 2015 сейшельці припинили боротьбу вже у першому ж раунді, а на Іграх островів Індійського океану також припинили боротьбу вже у першій стадії розіграшу турніру. Пізніше тренер Ульріх Мазіот потім замінюється на тандем двох тренерів зі статусами виконувачі обов'язків, сейшельці створили сенсацію, зігравши з Ефіопією в рамках кваліфікації до Кубку африканських націй 2017 в нічию.

## Форма, емблема та прізвисько
Команда грає вдома, в червоній сорочці, червоних шортах та червоних шкарпетках. Виїзна форма збірної має білий колір. З початку 2000-х років форму для збірної постачає німецька фірма Adidas.
Національна збірна Сейшельських Островів з футболу використовує емблему Сейшельської футбольної федерації. Збірна отримала своє прізвисько—"Пірати"—завдяки піратам, які у XVIII столытты зробили острова архіпелагу своїм притулком, найвідомішим серед них є Олів'є Левассер, на прізвисько «Стерв'ятник».

## Склад команди

### Комплектація збірної
З моменту свого створення збірна Сейшельських Островів з футболу складається в основному з гравців, які виступають у чемпіонаті Сейшельських Островів. Внесок гравців, що грають за кордоном невеликий. Найвідомішим легіонером збірної є півзахисник Кевін Бетсі, професіональний футболіст, який виступав у Прем'єр-лізі і син гравця національної збірної Сейшел, який ставав бронзовим призером перших Ігор островів Індійського океану. Він захищав кольори Сейшел на Іграх островів Індійського океану, після відмови кілька років тому виступати за збірну Сейшельських Островів.

### Ключові гравці
Голкіпер Нельсон Софа, який народився в 1974 році, почав викликатися до національної збірної у віці 17 років, і разом з командою брав участь у п'яти розіграшах Ігор островів Індійського океану. На цих турнірах у складі збірної завоював бронзові медалі в 1998 та 2003 роках, а також відстоявши у серії післяматчевих пенальті у фіналі турніру 2011 року завоював золоті медалі. Починаючи з 2002 року брав участь у тридцяти трьох відбіркових турнірах, а також зіграв 10 матчів у кваліфікації до Чемпіонату світу. Нельсон Софа оголосив про завершення кар'єри у національній збірній у 2013 році, але залишився у національній збірній на посаді тренера воротарів, проте продовжує кар'єру гравця, але лише на клубному рівні.
Нападник Філіп Зіалор, що народився в 1976 році, є найкращим бомбардиром в історії національної збірної з 11 забитими м'ячами в 35 зіграних матчах у складі збірної. Найкращий бомбардир чемпіонату Сейшельських Островів забивав у футболці національної збірної у 2003, 2008 і 2009 роках, у ворота Намібії у 2000 році і чотири рази у ворота Маврикію на Кубку КОСАФА 2008.

### Склад
Нижче наведено список гравців, яких обрав головний тренер збірної Ральф Жан-Луї на матч проти збірної Лесото в рамках кваліфікації до Кубку африканських націй 2017 року:
| № | Поз. | Гравець         | Дата народження (вік)        | Ігри | Голи | Клуб                    |
| - | ---- | --------------- | ---------------------------- | ---- | ---- | ----------------------- |
|   | ВР   | Венсан Юфрасьє  | 5 січня 1980 (45 років)      | 14   | 0    | Ла Пасс                 |
|   | ВР   | Жером Дінгвалл  | 16 червня 1989 (36 років)    | 0    | 0    | Лайонс                  |
|   | ВР   | Джино Меланьє   | 29 серпня 1986 (38 років)    | 0    | 0    | Сен-Мішель Юнайтед      |
|   |      |                 |                              |      |      |                         |
|   | ЗХ   | Джонс Жубер     | 17 лютого 1984 (41 рік)      | 18   | 0    | Кот д'Ор                |
|   | ЗХ   | Аллен Лареу     | 16 червня 1981 (44 роки)     | 13   | 0    | Сен-Мішель Юнайтед      |
|   | ЗХ   | Яннік Маноу     | 7 липня 1991 (33 роки)       | 11   | 0    | Сен-Мішель Юнайтед      |
|   | ЗХ   | Бенуа Мар'є     | 26 грудня 1992 (32 роки)     | 16   | 0    | Кот д'Ор                |
|   | ЗХ   | Джуді Ненсі     | 12 червня 1984 (41 рік)      | 3    | 0    | Лайонс                  |
|   | ЗХ   | Ендрю Онезія    | 2 листопада 1994 (30 років)  | 3    | 0    | Лайонс                  |
|   |      |                 |                              |      |      |                         |
|   | ПЗ   | Базель Бертен   | 7 лютого 1992 (33 роки)      | 3    | 0    | Норзерн Дайнамо         |
|   | ПЗ   | Дітер Констанс  | 13 листопада 1995 (29 років) | 1    | 0    | Ансі Реюньйон           |
|   | ПЗ   | Карл Холл       | 4 липня 1988 (36 років)      | 15   | 0    | Сен-Мішель Юнайтед      |
|   | ПЗ   | Ачіль Генрієтт  | 25 квітня 1987 (38 років)    | 29   | 5    | Ла Пасс                 |
|   | ПЗ   | Нельсон Лоуренс | 19 жовтня 1984 (40 років)    | 18   | 3    | Сен-Мішель Юнайтед      |
|   | ПЗ   | Жерваї Ває-Хайв | 11 червня 1988 (37 років)    | 15   | 5    | Сен-Мішель Юнайтед      |
|   |      |                 |                              |      |      |                         |
|   | НП   | Колін Бібі      | 4 червня 1995 (30 років)     | 1    | 0    | Лайонс                  |
|   | НП   | Чі Дорасамі     | 24 січня 1986 (39 років)     | 4    | 0    | Плейсанж                |
|   | НП   | Мервін Мезіот   | 25 червня 1985 (39 років)    | 15   | 0    | Сент-Льюїс Санс Юнайтед |
|   | НП   | Дайн С'юзетт    | 28 лютого 1991 (34 роки)     | 6    | 2    | Кот д'Ор                |

## Тренери
Першим тренером збірної Сейшельських Островів був англієць Едріан Фішер. Він займав цю посаду з 1969 по 1973 роки і реформував футбол на Сейшельських островах. Під його керівництвом команда зіграла шість товариських поєдинків проти кенійських, мадагаскарських та маврикійських клубів. Його досягнення: дві перемоги, дві нічиї та дві поразки.
У 1990 році підготовкою збірної Сейшел до Ігор островів Індійського океану 1990 року керував Жан Лару. Збірна посіла третє місце на турнірі. Наступного року ще один сейшельський тренер Ульріх Мазіот, по завершенню торішнього турніру очолив команду. У 1993 році напередодні домашнього турніру, Федерація запрошує німця Гельмута Космеля, тренера переможця острівних ігор 1990 року збірної Маврикію. Збірна зробила висновок зі своєї участі у попередніх сезонах змагань та не програла чотири матчі поспіль.
Інший іноземний тренер, чорногорець Вожо Гардашевич, запрошений Федерацією в 1997 році на один рік, але потім контракт з фахівцем було продовжено ще на три роки. Він був прихильником суворої дисципліни, і ця дисципліна допомагає збірній вибороти бронзові нагороди на Іграх островів Індійського океану 1998 року. Під його керівництвом збірна також дебютувала у кваліфікації до Чемпіонату світу. У своєму першому матчі у кваліфікаціях до ЧС Сейшели зіграли в нічию з Намібією. Вожо Гардашевич залишив свій пост в 2001 році і був замінений в травні 2002 року французьким тренером Домініком Базенаєм, колишнім гравцем національної збірної та фіналістом кубку європейських чемпіонів у складі Сент-Етьєну. Він намагався прищепити збірній новий стиль гри, який допоміг команді здобути першу в своїй історії перемогу в кваліфікації до Кубку африканських націй 2004 року проти Еритреї з рахунком 1:0. Його контракт, який було розраховано на шість місяців, Федерація вирішила не продовжувати,
а його на цій посаді замінив німець Міхаель Ніс, який в лютому 2003 року підписав контракт на два роки. Команда під його керівництвом продовжує домонструвати прекрасні результати, особливо у плей-оф, в цей час сейшельська збірна здобуває найбільшу перемогу у своїй історії, проти Зімбабве, з рахунком 3:1. Прогрес, який досягнула збірна у грі та результатах дозволив Федерації сподіватися на те, що збірна кваліфікується для участі в наступному Кубку африканських націй. Але всі сподівання на вихід до фінальної частини турніру зруйнувала розгромна поразка від Замбії, основною причиною якої була відсутність досвідчених сейшельських футболістів у складі збірної. Пізніше Міхаель Ніс продовжував виконувати обов'язки головного тренера.
В серпні 2004 року Федерація запросила конголезця Рауля Шунгу. Колишній тренер руандійського клубу Район Спорт підписав контракт на два роки, як технічний консультант та менеджер національних збірних. Під його керівництвом збірна посіла 129-те місце в рейтингу ФІФА, але так і не змогла потрапити до фінальної частини Кубку африканських націй. Після семи безуспіших матчів в рамках плей-оф, в грудні 2007 року він пішов у відставку, посилаючись на відсутність професійних футбольних структур на Сейшельських островах.
У березні 2008 року Федерація запрошує голландського тренера Ян Мака очолити збірну, щоб вивести її до фінальної частини Кубку африканських націй 2010 року. Його клуб, шведська команда Ельфсборг, надала можливість йому в травні 2008 року протягом шести матчів групового етапу збірної особисто очолювати команду. Збірна зазнала чотирьох поразок у плей-оф, тому Ян Мак повернувся до Швеції після завершення виступів сейшельців на Кубку КОСАФА 2008 року. Технічний директор національної збірної, Ульріх Мазіот, потім останні два матчі відбіркового циклу до чемпіонату світу з футболу виконував обов'язки головного тренера.
Пізніше декілька селекціонерів збірної по черзі очолювали сейшельців. У серпні 2009 року швед Ріхард Холмлунд, тренер КІФ Еребру, призначається на посаду головного тренеру, контракт з цим фахівцем було підписано на два роки. Але на посаді головного тренера він пропрацював лише шість місяців, після чого достроково розірвав контракт та повернувся до свого колишнього клубу. Після Холмлунда на посаду головного тренера збірної повертається Ян Мак, який тренує збірну протягом двох матчів відбірного циклу Кубку африканських націй. проти Намібії у березні, а Міхаель Ніс очолив збірну вже починаючи з другого кола цього ж відбору грою проти Зімбабве. У вересні 2010 року Федерація запросила на роботу шотландця Енді Моррісона, колишнього гравця Манчестер Сіті. Але відбулася плутанина прізвищ, оскільки англієць Ендрю Емерс-Моррісон, тренер молодіжної збірної Англії, який проводив свою відпустку на Сейшельських островах, підписав контракт з Федерацією. Федерація підписала з ним контракт терміном на два роки, а потім, зрозумівши свою помилку, щоб не виплачувати фінансової компенсації в разі його звільнення, анулювала цей контракт.
Федерація пізніше призначила тренером збірної Сейшел Ральфа Жан-Льюїса, який тренував Сен-Мішель Юнайтед з 2006 по 2010 роки. Жан-Льюїс виступав на позиції півзахисника з 1990 по 2000 і ставав бронзовим призером на Іграх островів Індійського океану 1990 і 1998 роках, під його керівництвом сейшельці дійшли до фіналу домашніх Ігор, в якому перемогли та здобули трофей. Розгромивши Маврикій у фіналі, «Пірати» досягли поставленого Федерацією завдання, а також перемістилися зі 199-го місця на 175-те у новому рейтингу ФІФА. Після поразки в першому раунді кваліфікації до ЧС-2014 від Кенії, він залишив свою посаду в грудні 2011 року.
Після цього збірну по черзі очолювали Гевін Жанні та Марк Мазіот. Новий тренер очолює команду починаючи з двоматчевого протистояння з Демократичною Республікою Конго, в рамках кваліфікації до фінальної частини Кубку африканських націй 2013, за сумою двох матчів сейшельці поступилися з рахунком 0:7.. У лютому 2013 року Федерація знову призначає Яна Мака тренером національної збірної, Але вже в квітні 2014 року він залишає свою посаду через особисті причини а його наступником став Ульріх Мазіот. Після провального виступу на Іграх островів Індійського океану 2015 року, Ульріха Мазіота було звільнено з посади головного тренера. На матч проти Ефіопії сейшельців вивели вже Бруно Саіндіні та Родні Чойзі. У вересні цього ж року Ральф Жан-Льюїс був знову призначений тренером команди, водночас до кінця року він продовжив працювати в команді Сен-Мішель Юнайтед
| Період    | Ім'я            |
| --------- | --------------- |
| 1969-1973 | Едріан Фішер    |
| 1974-1989 | не відомо       |
| 1990      | Жан Лареу       |
| 1991      | Ульріх Мазіот   |
| 1992-1993 | Гельмут Космель |
| 1994-1996 | не відомо       |
| 1997-2001 | Войо Гардашевич |
| 2002      | Домінік Батене  |
| 2003-2004 | Міхаель Неес    |

| Період    | Ім'я                 |
| --------- | -------------------- |
| 2004-2007 | / Рауль Шунгу        |
| 2008      | Ян Мак               |
| 2008      | Ульріх Мазіот        |
| 2009      | Ріхард Голмлунд      |
| 2010      | Ян Мак               |
| 2010      | Міхаель Неес         |
| 2010      | Ендрю Емерс-Моррісон |
| 2011      | Ральф Жан-Льюїс      |
| 2012      | Гевін Жанне          |

| Період    | Ім'я                       |
| --------- | -------------------------- |
| 2013-2014 | Ян Мак                     |
| 2014-2015 | Ульріх Мазіот              |
| 2015      | Бруно Саіндіні Родні Чойзі |
| 2015      | Ральф Жан-Льюїс            |

## Інфраструктура
«Народний стадіон» використовується, як головний стадіон збірної Сейшельських Островів. Побудований у Вікторії на початку 1970-х років, відкритий в 1972 році принцесою Маргарет. Стадіон реконструйований до Ігор островів Індійського океану 1993 року та став уміщувати 7 000 уболівальників. Також стадіон використовується для проведення легкоатлетичних змагань.
«Стад Лініте» побудований у 1992 році спеціально для домашніх Ігор островів Індійського океану 1993 року. Розташований у місті Вікторія в районі Роше Кайман на польдері і є частиною спортивного центру, який включає в себе тренажерний зал, спортивний зал і олімпійський басейн. Він може вмістити 10 000 уболівальників і з моменту свого відкриття приймає матчі національної збірної.
У 2007 році було покладено синтетичний газон в рамках реалізації проекту ФІФА під назвою «Гол». У 2010 році в рамках цього ж проекту були здійснені нові ремонтні роботи по приведенню стадіону до міжнародних стандартів. В першу чергу це стосується системи освітлення, роздягалень та трибуни.

## Результати

### Досягнення
- Ігри Індійського океану (8 виступів)
  -  Переможець (1): 2011
  -  Фіналіст (1): 1979
  - 3-тє місце (3): 1990, 1998, 2003

### Чемпіонат світу
Чемпіонат світу з футболу 2002 став першим розіграшем турніру, в якому брала участь збірна Сейшельських Островів. 8 квітня 2000 року вона зіграла свій перший матч у рамках кваліфікації до Чемпіонату світу проти Намібії. Загалом збірна чотири рази брала участь у кваліфікаціях до Чемпіонату світу, але жодного разу так і не змогла пробитися до фінальної частини турніру.
| Роки | Досягнення           | Роки | Досягнення           | Роки | Досягнення           |
| ---- | -------------------- | ---- | -------------------- | ---- | -------------------- |
| 2002 | Кваліфікаційний етап | 2010 | Кваліфікаційний етап | 2018 | Кваліфікаційний етап |
| 2006 | Кваліфікаційний етап | 2014 | Кваліфікаційний етап |      |                      |

### Кубок африканських націй
З моменту свого дебюту на континентальному змаганні в 1990 році, Сейшельські Острови брали участь в семи відбіркових етапах турніру. Збірна жодного разу не змогла кваліфікуватися для участі у фінальній частині Кубку африканських націй.
| Роки | Досягнення              | Роки | Досягнення              | Роки | Досягнення              |
| ---- | ----------------------- | ---- | ----------------------- | ---- | ----------------------- |
| 1990 | не пройшла кваліфікацію | 2000 | не брала участі         | 2010 | не пройшла кваліфікацію |
| 1992 | знялася зі змагань      | 2002 | не брала участі         | 2012 | не подавала заявку      |
| 1994 | не брала участі         | 2004 | не пройшла кваліфікацію | 2013 | не пройшла кваліфікацію |
| 1996 | знялася зі змагань      | 2006 | не пройшла кваліфікацію | 2015 | знялася зі змагань      |
| 1998 | не пройшла кваліфікацію | 2008 | не пройшла кваліфікацію |      |                         |

### Чемпіонат африканських націй
Чемпіонат африканських націй організовується Конфедерацією африканського футболу кожні два роки, чергуючись з Кубком африканських націй. На відміну від КАН, лише гравці з національних чемпіонатів мають право виступати за свої збірні. Перший розіграш турніру відбувся у 2009 році.
| Роки | Досягнення                | Роки | Досягнення                | Роки | Досягнення |
| ---- | ------------------------- | ---- | ------------------------- | ---- | ---------- |
| 2009 | не брала участі           | 2014 | 1-й кваліфікаційний раунд | 2018 |            |
| 2011 | 2-й кваліфікаційний раунд | 2016 | Кваліфікаційний раунд     |      |            |

### Кубок КОСАФА
Кубок КОСАФА це турнір, який об'єднує регіональні футбольні федерації країн Південної Африки. Він був створений в 1997 році для реінтеграції національних збірних країн Південної Африки для підготовки до чемпіонатів світу. Організовувався щорічно до 2009 року, розіграш 2010 року було скасовано після нападу на тоголезький автобус під час проведення фінальної частини Кубку африканських націй в Анголі. Сейшельські Острови входять до КОСАФА з 1999 року, але вони не мали права брати участь в розіграші турніру до сезону 2005 року через відсутність офіційно зареєстрованих молодіжних команд в інших турнірах, організованих регіональною конфедерацією.
| Роки | Досягнення      | Роки | Досягнення       | Роки | Досягнення   |
| ---- | --------------- | ---- | ---------------- | ---- | ------------ |
| 2005 | Перший раунд    | 2008 | Перший раунд     | 2013 | Перший раунд |
| 2006 | не брала участі | 2009 | Перший раунд     | 2015 | Перший раунд |
| 2007 | Перший раунд    | 2010 | турнір скасовано |      |              |

### Кубок КЕСАФА
Сейшельські Острови, які не входять до КЕСАФА, взяли участь у двох розіграшах Кубку як команда-гість. Але команда поступалася вже в першому раунді в 1992 та 1994 роках.
| Роки | Досягнення           | Роки | Досягнення           |
| ---- | -------------------- | ---- | -------------------- |
| 1992 | Перший раунд (гість) | 1994 | Перший раунд (гість) |

### Ігри островів Індійського океану
Збірна Сейшельських Островів бере участь у Іграх островів Індійського океану з 1979 року, коли ці ігри пройшли вперше. «Пірати» тричі фінішували призерами цих ігор (з 8-ми виступів на турнірі). Збірна має у своєму активі перемогу на домашніх Іграх 2011 року, програний фінал та три бронзові нагороди турніру.
| Роки | Досягнення   | Роки | Досягнення | Роки | Досягнення   |
| ---- | ------------ | ---- | ---------- | ---- | ------------ |
| 1979 | Фіналіст     | 1993 | 4-те       | 2007 | Перший раунд |
| 1985 | Перший раунд | 1998 | 3-тє       | 2011 | Переможець   |
| 1990 | 3-тє         | 2003 | 3-тє       | 2015 | Перший раунд |

## Статистика

### Матчі національної збірної
Низький рівень гравців та ізольованість через своє географічне положення, збірна Сейшельських Островів зустрічалася лише з африканськими збірними, за винятком Мальдів, у товариських матчах та на Іграх островів Індійського океану, а також в серпні 2014 року зі Шрі-Ланкою.
Збірна регулярно виступає у кваліфікаційних раундах до континентальних та світових першостей, Сейшели по суті більшість своїх матчів зіграли на Кубку КОСАФА та на Іграх островів Індійського океану, які організовуються раз на чотири роки. В результаті команда грає переважно з тими країнами, які знаходяться поряд та в схожих географічних умовах. Маврикій та Реюньйон очолюють цей список, вони зіграли з «Піратами» понад 10 матчів кожен.

### Рейтинг ФІФА
Сейшельські Острови мали найкращий рейтинг серед національних збірних ФІФА в жовтні 2006 року, коли посідали 129-те місце. Найгірший рейтинг вони мали в липні 2013 року, коли займали 200-те місце. Матчі проти Реюньйону на Майотті не зважають офіційними міжнародним матчам, обидві збірні залежать від Федерації футболу Франції.